# Ludwig Petry
Pour les articles homonymes, voir Petry.
Ludwig Petry (né le 3 juin 1908 à Darmstadt et mort le 25 novembre 1991 à Mayence) est un historien allemand.

## Biographie
Le fils d'un procureur réussit l'examen d'inscription en 1926 et étudie l'histoire, l'allemand et l'histoire de l'art aux universités de Fribourg-en-Brisgau, Munich et Gießen, où il devient membre de la Darmstadtia (de) et réussit l'examen d'État en 1930. Il y rencontre Hermann Aubin (de), qu'il suit à l'université de Breslau en 1930. En 1932, il obtient sous la direction d'Aubin son doctorat avec la mention summa cum laude avec le travail sur Die Popplau. Une famille marchande de Breslau des XVe et XVIe siècles et est ensuite son assistant. En 1937, il s'habilite avec le travail Breslau et ses suzerains de la maison de Habsbourg. Une contribution à l'histoire politique de la ville de Breslau également sous la direction d'Aubin à Breslau. Petry enseigne ensuite en tant que chargé de cours en histoire silésienne à l'Université de Breslau.
Petry est membre de la SA depuis novembre 1933, plus récemment avec le grade de chef d'escouade, et est admis au NSDAP en 1937 (numéro de membre 4 658 979). En 1940, il est appelé au service militaire et est fait prisonnier par les Français, dont il est libéré en septembre 1946.
En 1943, il ne peut accepter un appel à l'Université de Gießen car il doit commencer son service militaire à l'été 1940 et est prisonnier de guerre français. Cela n'est pas non plus possible après 1945, car l'université continue d'exister avec seulement une faculté scientifique et vétérinaire et une académie de recherche médicale et de formation avancée. Petry enseigne plutôt en tant que professeur d'histoire aux cours de formation pédagogique pour les rapatriés à Fulda  En 1950, il est nommé professeur associé d'histoire médiévale et moderne et d'études régionales historiques à l'Université de Mayence. De 1954 jusqu'à sa retraite en 1973, il y enseigne en tant que professeur titulaire. Ses étudiants universitaires comprennent, entre autres Alois Gerlich (de), Heinz Duchhardt et Rainer Wohlfeil (de).
Petry étudie en particulier les relations économiques et politiques de la Silésie dans la transition du Moyen Âge aux temps modernes. Cependant, il les lient également à ses recherches d'études régionales en Rhénanie-Palatinat. Petry est considéré comme le doyen de la recherche historique silésienne dans l'ouest de l'Allemagne d'après-guerre. Il reçoit la Croix fédérale du mérite et est membre du Conseil de recherche JG Herder, de l'Association d'histoire de la Silésie (de), de la Commission historique de Silésie (de) et, à partir de 1952, de la Commission historique de Nassau. De 1969 à 1991, il est co-rédacteur en chef de la Zeitschrift für Ostmitteleuropa-Forschung. L'Institut Ludwig-Petry de Mayence, fondé en 1990, porte son nom.

## Publications
monographies
- Die Popplau. Eine schlesische Kaufmannsfamilie des 15. und 16. Jahrhunderts (= Historische Untersuchungen. Band 15). Marcus, Breslau 1935.
- Dem Osten zugewandt. Gesammelte Aufsätze zur schlesischen und ostdeutschen Geschichte. Festgabe zum 75. Geburtstag. Thorbecke, Sigmaringen 1983,  (ISBN 3-7995-6140-4).
- Breslau und seine ersten Oberherren aus dem Hause Habsburg 1526–1635. Ein Beitrag zur politischen Geschichte der Stadt. Scripta-Mercaturae, St. Katharinen 2000,  (ISBN 3-89590-098-2).

rédactions
- mit Hermann Aubin (de): Geschichte Schlesiens. Band 1: Von der Urzeit bis zum Jahre 1526. 6., unveränderte Auflage, Thorbecke, Sigmaringen 2000,  (ISBN 3-7995-6341-5).
- mit Josef Joachim Menzel: Geschichte Schlesiens. Band 2: Die Habsburger Zeit 1526–1740. 3., unveränderte Auflage, Thorbecke, Sigmaringen 2000,  (ISBN 3-7995-6342-3).
- mit Dietrich Meyer (de), Gustav Adolf Benrath, Ulrich Hutter-Wolandt und Horst Weigelt: Quellenbuch zur Geschichte der evangelischen Kirche in Schlesien (= Schriften des Bundesinstituts für Kultur und Geschichte der Deutschen im östlichen Europa. Band 1). Oldenbourg, München 1992,  (ISBN 3-486-55916-8).